# Día Nacional de los Pueblos Indígenas en Chile
El Día Nacional de los Pueblos Indígenas es una festividad, realizada el 24 de junio, que conmemora a los pueblos indígenas de Chile.
Fue declarado por el decreto supremo 158 del 24 de junio de 1998, por el gobierno del presidente Eduardo Frei Ruiz-Tagle, considerando que la cosmovisión de los pueblos indígenas contempla rituales y ceremonias espirituales de renovación y purificación correspondientes a un año nuevo o nuevo ciclo de la vida ligado a la naturaleza que renace o se renueva. Esta fiesta del Año Nuevo o fiesta del Dios Sol se llama We Tripantu, Machaq Mara, Inti Raymi, Aringa Ora o Koro y Likan-antai en las lenguas mapuche, aimara, quechua, rapanui y kunza, respectivamente. 
La fiesta de Año Nuevo, para muchos pueblos indígenas, se inicia con el solsticio de invierno en que el sol volverá a acercarse a la tierra para dar lugar al tiempo de la nueva siembra y nuevos brotes. Este acontecimiento de la naturaleza se festeja con diversos ritos, ceremonias y encuentros familiares entre el 21 y el 24 de junio de cada año.
A las etnias mapuche y aimara, se suman las atacameña, colla, quechua, rapa nui, yámana o yagán, kawashkar o alacalufe.

## 21 y 24 de junio
Entre los días 21 y 24 de junio, instituciones públicas como la Corporación Nacional de Desarrollo Indígena y las Comunidades Indígenas, realizan, entre otras, actividades tales como:
- Seminarios.
- Inauguraciones.
- Actos culturales.
- Ceremonias o rituales.
- Pasacalles.
- Lanzamiento de música tradicional indígena.
- Publicaciones de libros sobre poesía o plantas medicinales.
- Entregas de becas indígenas a estudiantes de etnias.
- Estrenos de orquestas infantiles o juveniles indígenas, tales como: la Orquesta de Niños Pehuenches del Alto Biobío y la Orquesta de Niños Mapuches de Tirúa.
- Concursos de dibujo y pintura con motivos relacionados con el We Tripantu.
- Eventos que congregan a los más destacados artistas y cultores indígenas que en esta instancia de muestras culturales tienen su espacio para realizar exposiciones audiovisuales, de pintura, artesanías en lana, greda, cestería en boqui fuco, conservería, música y poesía, entre otras.

La Presidencia de la República, y otras altas autoridades de Gobierno, participan haciéndose presentes en ceremonias de conmemoración de esta importante fiesta cultural nacional de los pueblos o etnias indígenas.

## Feriado
En 2021, la ley 21357 instituyó el día del solsticio de invierno (generalmente el 21 de junio, aunque la fecha exacta fluctúa año a año entre el 19 y el 22) como feriado legal, con el mismo nombre y dedicado al mismo motivo.